# Borůvka felügyelő szomorúsága

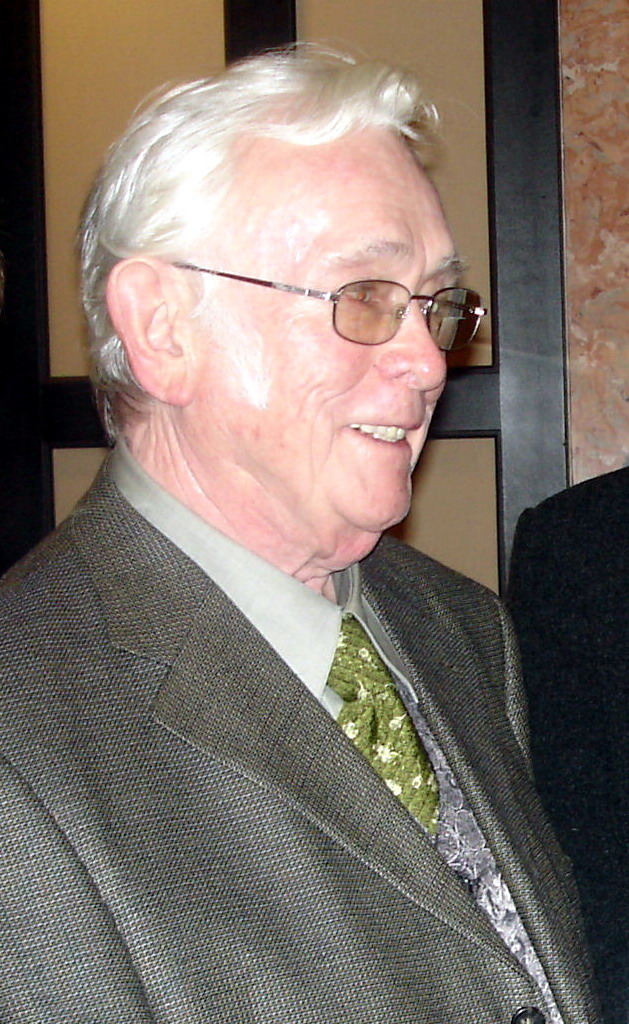
Josef Škvorecký

A Borůvka felügyelő szomorúsága (eredeti címe: Smutek poručíka Borůvky) Josef Škvorecký cseh nyelven 1966-ban megjelent novellaciklusa; bizonyos értelemben a Hogyan írjunk krimit?-kérdés példatára.
A detektív-novellák nyomozójának, Borůvka felügyelőnek az arcán minden novellában mindig megjelenik a „végtelen nagy szomorúság”, amikor az olvasó számára már minden adat a rendelkezésre áll ahhoz, hogy rájöjjön: ki a gyilkos.
Ez a klasszikus detektívregény egyik főszabálya, Škvorecký ezt mutatja be novellaciklusában, mintegy tankönyvszerűen.
Az öregedő „bűnügyér”, Borůvka felügyelő történetei: mintafeladványok, bár ezt észre sem veszi az olvasó, hiszen a novellaciklus minden darabja szabályos szépirodalom, szintiszta krimi. Borůvka felügyelő is Nagy Detektív, mint Sherlock Holmes, Maigret, vagy Miss Marple.
A könyv magyarul 1968-ban jelent meg először (Európa Kiadó)

## Magyarul
- Borůvka felügyelő szomorúsága; ford. Sinkó Ferenc; Európa, Bp., 1968
- Boruvka felügyelő természetfölötti képességei; ford. Sinkó Ferenc; inː Áldozati báránycomb. 13 detektívtörténet; Kriterion, Bukarest, 1977